# Ласицы
Ла́сицы — деревня в Сасовском районе Рязанской области России. Входит в состав Демушкинского сельского поселения.
Находится в северной части района, в 27 километрах к северо-востоку от райцентра Сасово, в 25 километрах к северо-востоку от железнодорожной платформы 383 км, в километре от реки Мокши, на левом крутом берегу.
Имеет связь с райцентром по асфальтированной дороге Сасово — Ласицы. 2 улицы: Вишнёвая, Затонная. 
Ближайшие населённые пункты:
- деревня Липовка в 14 км к северу по грунтовой дороге (в 4 км напрямую), на противоположном берегу реки Мокши;
- село Шевали-Майданы в 5 км к востоку по грунтовой труднопроезжей дороге;
- село Поляки-Майданы в 4 км к югу по грунтовой дороге;
- деревня Смирновка в 6 км к юго-западу по грунтовой дороге;
- село Рожково в 1,5 км к северо-западу по асфальтированной дороге.

## Население
| 1984 | 1989 | 2002 | 2010 |
| ---- | ---- | ---- | ---- |
| 120  | ↘82  | ↘40  | ↘32  |

## Интересные факты
- На карте Тамбовского наместничества (издания 1792 г.) населённый пункт обозначен, как село Власицы. Условный знак показывает наличие церкви.